# Ismaélisme
 (octobre 2011).
L'ismaélisme, ou ismâ`îlisme est un courant chiite qui apparaît au VIIIe siècle. Ses membres sont appelés ismaéliens, ismâ`îliens (en arabe : اسماعيلي, ismā`īlī). Cette dénomination vient d'Ismaïl ben Jafar, nom du septième imam du chiisme — raison pour laquelle on parle aussi d'ismaélisme « septimain ». L’ismaélisme n'est pas spécifiquement persan, ou arabe, ou indien ; son histoire est longue et complexe, et le courant se subdivise en plusieurs rameaux : mubârakiyya, qarmate, druze, mustalien, nizârite.
Les adeptes de l'ismaélisme sont à distinguer des ismaélites, descendants d'Ismaël, le patriarche biblique, tenu aussi pour un prophète par les musulmans.
L'ismaélisme présente des similitudes avec le sunnisme. Par ailleurs, du fait de son ésotérisme, l'ismaélisme est qualifié de batiniyya (ésotérisme).

## Histoire
L’origine de l’ismaélisme remonte à la mort de l'imam chiite Ja`far as-Sâdiq en 765, sixième successeur d'Ali ibn Abi Talib. Ainsi, le proto-ismaélisme apparaît au VIIIe siècle.
Les mu`tazilites ont fondé la première école de théologie rationaliste en islam ; très vite, elle devient la principale école de pensée dans l’élite intellectuelle du deuxième siècle de l’Hégire. De nombreux chiites sont attirés par la théologie rationaliste des mu`tazilites. Ce foisonnement intellectuel et politique accélère et s'approfondit au cours du deuxième siècle de l’Hégire. La dynastie abbasside entreprend la traduction de la philosophie et des sciences grecques, de la littérature et de la sagesse persane, favorisant la diffusion et le développement des connaissances intellectuelles.
Le long imamat (34 ans) de Ja`far as-Sâdiq est une période d’effervescence des imams chiites. Comme ses prédécesseurs, il ne mène aucune action politique. Sur le plan doctrinal, cela sert probablement le chiisme, qui traverse cette période difficile avec l’enseignement et la prudence de l’imam Ja`far al-Sâdiq.

### Origines de l'ismaélisme
La scission entre ce qui deviendra le courant du chiisme duodécimain et celui du chiisme ismaélien a lieu à la mort de Ja`far as-Sâdiq en 765. Ismâ`il bin Jafar, fils aîné d’al-Sâdiq, est désigné par son père pour lui succéder. Selon Abû Muhammad Hasan al-Nawbakhtî (auteur de la Firaq al-shî`a), parmi certaines personnes se trouvent des qarmates, des mubârakiyyas, des ismaéliens purs et des duodécimains.
En fait, les duodécimains affirment qu'Ismâ`îl est mort avant son père, et qu'à la mort de Ja`far al-Sâdiq, l'imamat fut transféré à Mûsâ al-Kâzim, frère cadet d'Ismâ`îl ; tandis que la majorité des ismaéliens, les mubârakiyyas, affirme que, si Ismâ`îl est bien mort avant son père, alors l'imamat a automatiquement été transféré au fils de Ismâ‘îl, Muhammad ibn Ismail, puisque Ismâ`îl n'a jamais désigné Mûsâ al-Kâzim comme successeur. Alors que certains affirment que la nouvelle de la mort d'Ismâ`îl est une ruse de Ja`far al-Sâdiq pour protéger son aîné, mais qu'en réalité Ismâ`îl a survécu à son père et est bien devenu imam ;

« L’imam est le continuateur de la prophétie et la transmission se fait par un mandat explicite de l’ancien au nouvel imam. Si Ismâ`îl a reçu ce double héritage temporel et spirituel de son père, c’est lui et lui seul qui peut le transmettre à sa progéniture. L’imam légitime est Muhammad fils d’Ismâ`îl et non Mûsâ al-Kâzim. »

— Zyed Krichen
Muhammad ibn Ismâ`il fut dissimulé aux yeux du monde ainsi que ses quatre descendants, pour ne pas attirer les foudres du calife abbasside puisque ce dernier savait que 'Ismâ`îl était l'imam désigné. On les appelle les imams cachés.
Le concept d’imamat commença à s’articuler et les grands traits de cette institution encore embryonnaire prennent forme et deviennent le thème central amplifié par l’imam Ja`far al-Sâdiq. Il est difficile de rendre compte de ce foisonnement des idées, qui accordait autant d’importance à la politique, à la théologie qu’à la métaphysique.
Les Épîtres des Frères de la pureté (Ikhwân al-Safâ’) du début du Xe siècle en sont un bel exemple. Ce texte imposant (quatre volumes en version moderne) était très consulté à cette époque et il servait d’encyclopédie de référence sur divers sujets. Des copies de cette encyclopédie furent brûlées par les docteurs sunnites. L’idée centrale de cette encyclopédie était que l’être humain était perdu dans l’ignorance et qu’il fallait l’instruire par la philosophie et par une connaissance graduelle pour retrouver le Guide spirituel afin de cheminer sur le droit chemin (sîrat al-mustaqîm). C’était aussi un hymne à la tolérance préconisant une pluralité de voies pour accéder au salut. Persécutés, les ismaéliens continuent à vénérer secrètement leur imam tout en déployant un prosélytisme (da’wa) très actif d’abord au Moyen-Orient puis à travers tout le monde musulman.

### Période des Fâtimides (882-1171)

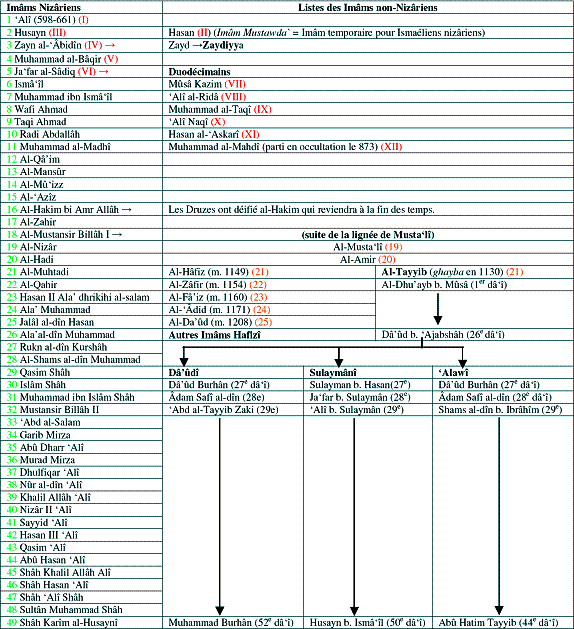
Imams ismaéliens.

Le fondateur, l’Imâm `Ubayd Allah al-Mahdî, installé au début à Kairouan, parvint à se rallier de nombreux partisans chez les Berbères et à étendre son autorité sur une grande partie du Maghreb, du Maroc à la Libye. Suffisamment puissant pour contester l'autorité du Calife de Bagdad, il choisit une autre capitale en fondant la ville d'Al-Mahdiyya sur une presqu’île du Sahel tunisien, il s’autoproclama Calife en 909. Les qarmates aux idées révolutionnaires refusèrent son autorité et établirent un royaume, marqué par la violence, au Bahreïn, mais dès 939, leur puissance militaire faiblit. Les Fâtimides conquirent l'Égypte en 969, grâce au général Jawhar al-Siqilli, sur ordre du calife Al-Muizz li-Dîn Allah. Le général entra à Fustât le 7 juillet 969, dans un pays désorganisé et en proie à la famine. Ils fonderont, près de cette ville une nouvelle capitale Le Caire, « la Victorieuse ». À la différence des autorités sunnites, les Fâtimides acceptèrent dans leur administration toutes personnes choisies selon le mérite et la compétence. Ainsi les membres des autres obédiences de l'islâm ainsi que les juifs et les chrétiens étaient admis aux plus hautes fonctions. L'Empire continua à prospérer ; le calife Al-Hakîm fit construire au Caire la grande mosquée d’al-Hâkim, commencée sous le règne de son prédécesseur, Al-Azîz. On lui doit aussi la fondation de la maison de la sagesse, Dâr al-Hikma, dans laquelle est favorisée l'étude des sciences hellénistiques. juristes, médecins, astronomes, mathématiciens fréquentent son importante bibliothèque. Si l’on considère toute la période fâtimide dans son ensemble, on doit souligner que musulmans, juifs, et chrétiens semblent avoir vécu paisiblement et ont travaillé ensemble pour le bien-être de l'Empire dans tout l'Ifrîqiya. Par contre Al-Hakîm reste dans l'histoire comme un persécuteur de juifs et de chrétiens et comme un personnage dérangé. Aussi violemment qu'il avait vécu, il aurait disparu le 13 février 1021, lors d'une promenade nocturne sur le mont Mukattam. Cinq jours après on retrouva ses vêtements lacérés de coups de poignards. Il aurait été assassiné à l'instigation de sa sœur Sitti al-Mulk ou par un inconnu. Les druzes, qui de nos jours subsistent au Liban, en Syrie, en Jordanie, et en Israël, croient à l’occultation (ghayba) d’al-Hâkim et à son caractère divin. Pour eux, al-Hâkim est le Mahdî dont on attend le retour.
À partir de 1060, le territoire des Fâtimides se réduisit jusqu'à ne plus comprendre que l'Égypte. En 1077, le royaume quarmate disparut après leur défaite face une coalition de chefs de tribus arabes.
À la mort du dernier calife fâtimide Al-Adîd, le 13 septembre 1171, Salâh al-dîn annexe le califat à celui de Bagdad, le rendant ainsi au sunnisme.

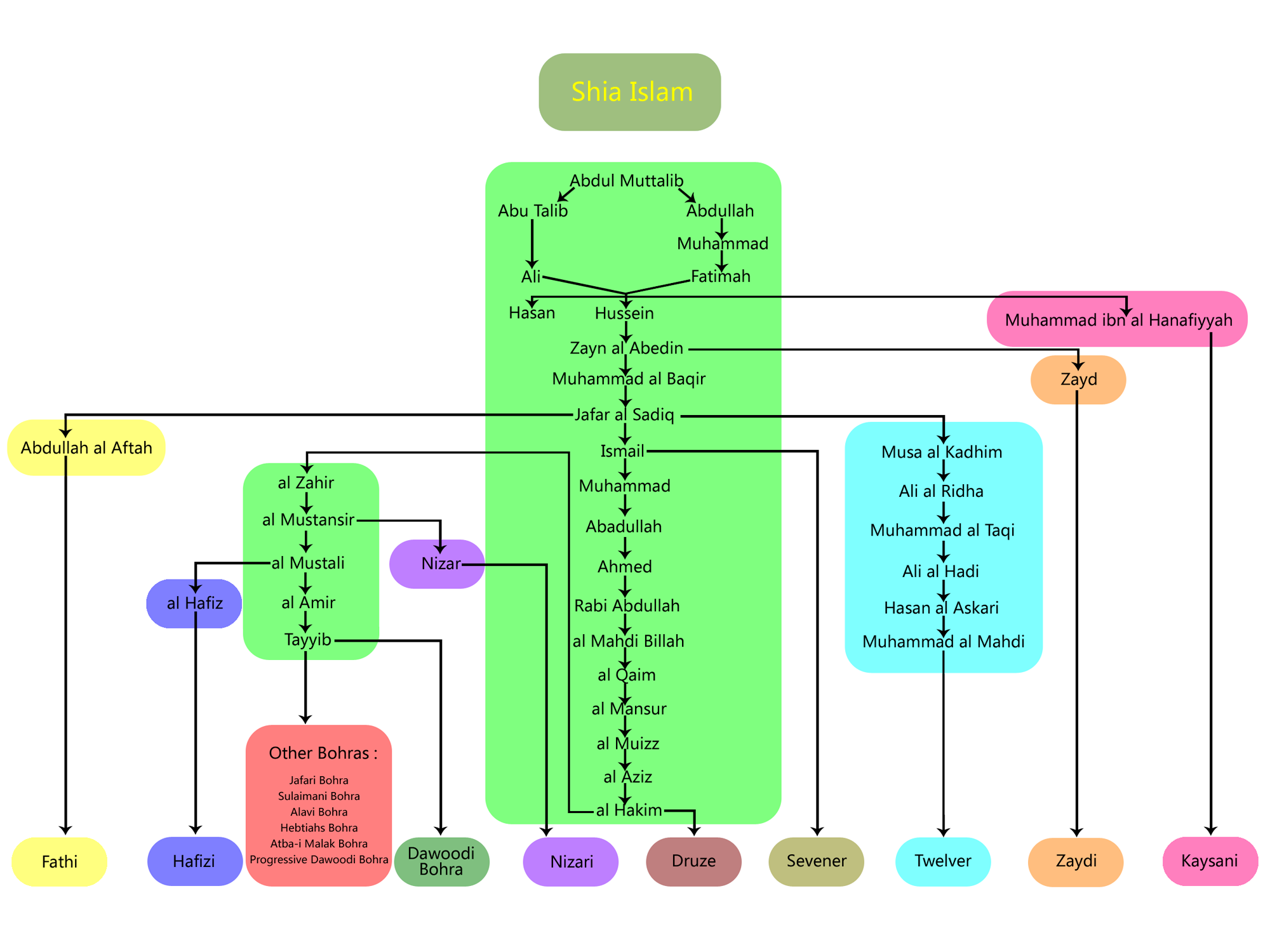
Branches de l'islam chiite et de l'ismaélisme notamment.

### L'ismaélisme réformé d'Alamut
Les ismaéliens connaîssent durant le califat fatimide une nouvelle rupture en 1094, à la mort du calife Al-Mustansir Billâh qui avait transféré l'investiture de l'imamat de son fils aîné Nizar à son puiné Mostali. À sa mort, les uns donnèrent leur allégeance à Mostali, ce sont eux qui continuèrent la dawat fatimide, les autres restèrent fidèles à l'imam Nizar. Ce schisme engendrera deux groupes rivaux : les nizâriyya et les musta`liyya.
La cause de l'imam Nizar trouva alors un défenseur en la personne d'Hassan ibn al-Sabbah qui organisa les fameuses commanderies ismaéliennes en Iran et en particulier la forteresse d'Alamut, dans les montagnes au sud-ouest de la mer Caspienne. Le 17 ramadan 559 (8 août 1164) l'imam Hassan II, nouveau Grand Maître des ismaéliens nizarites proclama la Grande Résurrection (Qiyamat al-Qiyamat) devant tous les adeptes rassemblés sur la haute terrasse d'Alamut c'est-à-dire l'avènement d'un pur islam spirituel libéré de tout esprit légaliste.
Lorsque la forteresse d'Alamut fut détruite par les Mongols en 1256, l'ismaélisme réformé d'Alamut entra dans la clandestinité sous le manteau du soufisme.
Les adeptes de l'ismaélisme réformé d'Alamut, que dans l'Inde on appelle aujourd'hui Khojas reconnaissent pour chef l'Aga Khan.

## Doctrine

### Septpiliers de l'islam
Dans la communauté ismaélienne des Bohras, au Gujarat, les adeptes suivent la jurisprudence des Fatimides, qui reconnaît sept (et non pas cinq) piliers de l'islam: on a les cinq piliers sunnites (shahada, prière, aumône, jeûne, pèlerinage); toutefois, la shahada est remplacée par la walayah, c'est-à-dire « l'amour et la dévotion » envers Allah, Mahomet, l'imâm et le dâ'i (il s'agit là du premier et du plus important pilier de la série), à quoi on ajoute encore la pureté ainsi que le djihad.

### Théologie
Les ismaéliens professent une gnose complexe influencée par les néo-platoniciens et par diverses traditions des religions révélées. Très tôt, ils se sont distingués par leur façon très particulière de concevoir la religion. Pour eux, l’islam renferme deux principes complémentaires : l’un exotérique (zâhir), représenté par Mahomet et la sharî`a (loi religieuse), l’autre ésotérique (bâtin), transmis dans l’exégèse spirituelle de l’imam de l’époque (imam al-zamân). Seuls les imams sont dépositaires de ces connaissances (`ilm) qu’ils reçoivent directement (ta`yid) de Dieu et qui sont à l’instar de la sagesse prophétique. Les ismaéliens sont donc adeptes de l'interprétation allégorique des textes qui doit mener les croyants à la connaissance de la Vérité suprême, celle-ci se déploie graduellement par couches successives. Leur doctrine dérive du chiisme dans ses multiples facettes, mais s'en différencie par certains points.
La pierre angulaire de leur théosophie est la théorie chiite de l’imamat. Les sources ismaéliennes semblent s'accorder sur quatre imams cachés entre Ismâ`il ibn Ja`far as-Sâdiq et Ubayd Allah al-Mahdî, les noms varient quelque peu : par exemple celui qui est surnommé « al-Wafî » est tantôt le deuxième tantôt le troisième de ces imams. Les ismaéliens expliquent les discordances des sources par le fait même que ces imams devaient se cacher et employer des pseudonymes pour échapper aux poursuites des califes abbassides.
Pour préserver la sécurité et l'intégrité des fidèles la technique de dissimulation taqiyya a été utilisée.
À Alamut, les nizârites réforment l’ismaélisme, en abandonnant définitivement les prescriptions rituelles islamiques pour se focaliser uniquement sur le côté ésotérique de leur foi.

### Principaux penseurs ismaéliens préfatimides et fatimides
- Al-Qadi al-Nu'man (903-974)
- Hamid al-Din al-Kirmani (m. 1020)
- Nâsir-i Khusraw (1004 - v. 1074)

### Principaux penseurs ismaéliens nizâriens
- Hasan-i Sabbâh (1036 ? - 1124)
- al-Shahrastânî (1086-1153)
- Nasîr al-dîn Tûsî (1201-1274)
- Khayr-i Khawa Harati
- Abû Ishâq-i Quhistânî, auteur du Haft Bab-i Abu Ishaq Ibrahim (en)
- Shah Tahir (en)

#### Ouvrages en français
- Mohammad Ali Amir-Moezzi et Christian Jambet, Qu'est-ce que le shî'isme? Paris, Le Cerf, 2004 (rééd. poche 2014), 387 p.
- Jean-Marc Aractingi et Christian Lochon, Secrets initiatiques en Islam et rituels maçonniques (Ismaéliens, Druzes, Alaouites, Confréries Soufies), éd. L'Harmattan, Paris, 2008  (ISBN 978-2-296-06536-9).
- Michel Boivin, Les Ismaéliens, Turnhout, Éditions Brepols, 1998, 223 p.
- Michel Boivin, La Rénovation du shî‘isme ismaélien en Inde et au Pakistan. D'après les écrits et les discours de Sultan Muhammad Shah Aga Khan, Londres, Routledge, 2003, 512 p.
- Henry Corbin, Étude préliminaire pour le Livre réunissant les deux sagesses (Kitâb-e Jâmiʿ al-Hikmatain) de Nasir-e Khosraw, Paris, Adrien-Maisonneuve, 1953. 144 p.
- Henry Corbin, Temps cyclique et gnose ismaélienne, Paris, Berg international, 1982.
- Henry Corbin, Histoire de la philosophie islamique, Paris, Gallimard, coll. « Folio Essais », 1986, 541 p. (ISBN 978-2-070-32353-1), p. 115 - 154 et passim
- Farhad Daftary (trad. de l'anglais par Zarien Jaran-Badouraly, préf. de Mohammad Ali Amir-Moezzi), Les Ismaéliens. Histoire et traditions d’une communauté musulmane, Paris, Fayard, 2003 (1re éd. 1998) (ISBN 978-2-213-61498-4)
- Farhad Daftary (trad. de l'anglais par Zarien Jaran-Badouraly, préf. de Christian Jambet), Légendes des Assassins. Mythes sur les Ismaéliens, Paris, Vrin, 2007 (1re éd. 1994) (ISBN 978-2-711-61862-0)
- Daniel De Smet, La philosophie ismaélienne : un ésotérisme chiite entre néoplatonisme et gnose, Paris, Le Cerf, 2012.
- Habib Feki, Les Idées religieuses et philosophiques de l'ismaélisme fâtimide, Tunis, 1978.
- Christian Jambet, La Grande résurrection d'Alamût, Lagrasse, Verdier, 1990.
- Bernard Lewis (trad. de l'anglais par Annick Pélissier, préf. de Maxime Rodinson), Les Assassins. Terrorisme et politique dans l'islam médiéval, Bruxelles, Éditions Complexe, 2001 (1re éd. 1967), 208 p. (ISBN 2-870-27845-4)
- Yves Marquet, La philosophie des Ikhwân al-safâ’, Alger, Société Nationale d’Édition et de Diffusion, 1973.
- Diane Steigerwald, La pensée philosophique et théologique de Shahrastânî (m. 548/1153), Sainte-Foy (Québec), Laval University Press, 1997.

#### Ouvrages en anglais
- (en) Farhad Daftary, The Ismâ`îlîs. Their history and doctrines, Cambridge, Cambridge University Press, 2007 (2nd ed.), xxi, 772 p. (ISBN 978-0-521-85084-1)
- (en) Farhad Daftary (Ed.), A Modern History of the Ismailis. Continuity and Change in a Muslim Community, London, I.B. Tauris, in association with The Institute of Ismaili Studies, 2011, xxi, 400 p. (ISBN 978-1-845-11717-7)
- (en) Farhad Daftary, Ismaili History and Intellectual Tradition, Routledge, 2017, 308 p.
- (en) Aziz Esmail, A Scent of Sandalwood, Indo-Ismaili Religious Lyrics, Richmond (Surrey), Routledge, 2014 [2002].
- (en) Willi Frischauer, The Aga Khans, Toronto, The Bodley Head, 1970.
- (en) Mustapha Ghalib, The Ismailis of Syria, Beyrouth, 1970.
- (en) M.G.S. Hodgson, The Order of Assassins, New York, A.M.S. Press, 1980.
- (en) Vladimir Ivanov, Alamut and Lamasar : Two Medieval Ismaili Strongholds in Iran, Téhéran, Ismaili Society, 1963.
- (en) Vladimir Ivanov, Brief Survey of the Evolution of Ismailism, Leyde, E.J. Brill, 1952.
- (en) Moojan Momen, An Introduction to Shi`i Islam, Yale, Yale University Press, 1985.
- (en) Azim Nanji, The Nizârî Ismâ`îlî Tradition in the Indo-Pakistan Subcontinent, New York, Caravan Books, 1978.
- (en) Seyyed Hossein Nasr (Ed.), Ismâ`îlî Contributions to Islamic Culture, Téhéran, Imperial Iranien Academy of Philosophy, 1977
- (en) Paul E. Walker, Early Philosophical Shiism, The Ismaili Neoplatonism of Abû Ya‘qûb al-Sijistânî, Cambridge, Cambridge University Press, 1993.
- (en) Paul E. Walker, Abû Ya‘qûb al-Sijistânî, Intellectual Missionary, Londres, I.B. Tauris, 1996.

#### Articles en français
- Michel Boivin, « Institutions & Production Normative chez les ismaéliens d'Asie du Sud », Studia Islamica, no 88, 1998, p. 141-179. [lire en ligne (page consultée le 2 avril 2023)]
- Michel Boivin et Osman Yahia, « Ismaélisme », sur universalis.fr [lire en ligne (page consultée le 5 octobre 2020)]
- Henry Corbin, « Huitième centenaire d'Alamût », Mercure de France, 1965, p. 285-304.
- Henry Corbin, « L'initiation ismaélienne ou l'ésotérisme et le verbe », Eranos-Jahrbuch no 39, 1973, p. 41-142.
- Henry Corbin, « L'Ismaélisme et le symbole de la croix », La Table Ronde no 120, déc. 1957, p. 122-134.
- Farhad Dachraoui, « Les Commencements de la prédication ismâ`lienne en Ifrîqiya », Studia Islamica no 20, 1963/64, p. 89-102.
- Françoise Mallison, « Les chants Garabî de Pîr Shams » dans F. Mallison (Dir.) Littératures médiévales de l’Inde du Nord. Contributions de Charlotte Vaudeville et de ses élèves, Paris, École française d’Extrême-Orient, 1991.
- Françoise Mallison, « La secte ismaélienne des Nizari ou Satpanthi en Inde: hétérodoxie hindoue ou musulmane? », dans Serge Bouez (Ed.), Ascèse et renoncement en Inde ou la solitude bien ordonnée, Paris, L'Harmattan, 1992, 271 p. (ISBN 2-738-41587-3), p. 105-113
- Diane Steigerwald, « La dissimulation (« taqiyya ») de la foi dans le shî‘isme ismaélien », Studies in Religion/Sciences religieuses no 27.1, 1998, p. 39-59.
- Diane Steigerwald, « Le Logos, clef de l'ascension spirituelle dans l'ismaélisme », Studies in Religion/Sciences religieuses no 28.2, 1999, p. 175-196.
- Georges Vajda, «  Melchisédec dans la mythologie ismaélienne », dans Études de théologie et de philosophie arabo-islamique à l'époque classique, tome I, p. 173-183 ; éd. par D. Gimaret, M. Hayoun et J. Jolivet. Londres, Variorum reprints, 1986.
- Gaston Wiet, « Al-Afdal b. Badr al-Djamâlî », Encyclopédie de l’Islam, tome 1; 1960, p. 221-222.

#### Articles en anglais
- (en) Multiple Authors, « ISMAʿILISM », sur iranicaonline.org, Encyclopædia Iranica, 2011 (consulté le 2 avril 2023)
- (en) H. Algar, « The Revolt of Aghâ Khân Mahallâtî and the Transference of Ismâ`îlî Imamate to India », Studia Islamica, no 29, 1969, pp. 55-81.
- (en) Farhad Dachraoui, « al-Mahdî `Ubayd Allâh », Encyclopédie de l’Islam, Tome 5, 1986, p. 1233-1234.
- (en) Bayard Dodge, « Al-Ismâ`îliyyah and the Origin of the Fatimids », Muslim World no 49, 1959, p. 296-305.
- (en) Bayard Dodge, « Aspects of Fâtimid Philosophy », Muslim World no 50, 1960, p. 182-192.
- (en) A.A.A. Fyzee, « Bohorâs », Encyclopédie de l’Islam seconde édition, no 1, 1960, p. 1292-1293.
- (en) H.A.R. Gibb, « Agha Khân », Encyclopédie de l’Islam, Tome 1, 1960, p. 254.
- Husayn F. Hamdani, « A Compendium of Ismaî`îlî Esoterics », Islamic Culture no 11, 1937, p. 210-220.
- Wilferd Madelung (en), « Ismâ`îliyya », Encyclopédie de l'Islam, tome 4, 1978, p. 206-215.
- Wilferd Madelung, « Khôdja », Encyclopédie de l’Islam, tome 5, 1986, p. 26-28.
- Wilferd Madelung, « Shiism, Ismâ`îlîyah », The Encyclopedia of Religion, tome 13, 1987, p. 247-260.
- Sami Nasib Makarem, The Doctrine of the Ismailis, Beyrouth, Arab Institute and Publishing, 1972.
- Diane Steigerwald, « The Multiple Facets of Isma‘ilism », Sacred Web, A Journal of Tradition and Modernity no 9, 2002, p. 77-87.
- Diane Steigerwald, « Ikhwân al-Safâ’ », The Internet Encyclopedia of Philosophy, 2004 [lire en ligne (page consultée le 6 octobre 2020)].
- Diane Steigerwald, « Ismâ‘îlî Ta'wîl » in The Blackwell Companion to the Qur’ân, p. 386-400, éd. par Andrew Rippin, Oxford, Blackwell Publishing, 2006.

### Textes d'auteurs ismaéliens en traduction

#### En français
- Trilogie ismaélienne (trad. de l'arabe et du persan, commentaires par Henry Corbin ; présentation de Christian Jambet), Verdier, 1994 (1re éd. 1961), 460 p., LagrasseTextes de Abū Yaʿqūb al-Sijistānī : Le Livre des sources (Xe siècle); Maḥmūd Shabastarī : Symboles choisis de la Roseraie du mystère (XIVe siècle)) ; Ibn al-Walid Al-Husayn ibn Ali : Cosmogonie et eschatologie (XIIIe siècle).
- Nâsir-i Khusraw (Trad. française par Isabelle de Gastines), Le Livre réunissant Les deux Sagesses (Kitâb-e Jâmi'al-Hikmatayn), Paris, Fayard, 1990.
- Hamîd al-Dîn Kirmânî, Kitâb Râhat al-`Aql, trad. par Daniel De Smet dans La Quiétude de l'intellect: Néoplatonisme et Gnose Ismaélienne dans l'œuvre de Hamid Ad-din Al-Kirmani, Louvain, Peeters Press, 1995.
- Nasîr al-dîn Tûsî (trad. du persan par Christian Jambet), La convocation d'Alamût. Somme de philosophie ismaélienne. Rawdat al-taslîm (1242), Lagrasse, Verdier, 1996, 384 p.
- Abû Hâtim al-Râzî. « Philosophie et révélation. Traduction annotée de six extraits du Kitâb a`lâm al-nubuwwa d'Abû Hâtim al-Râzî », trad. et commentaire par Fabienne Briondans, Bulletin de philosophie médiévale no 28, 1986, p. 134-162. [lire en ligne (page consultée le 6 octobre 2020)]
- Abû Yaʿqûb Sejestânî (trad. du persan et introd. par Henry Corbin), Le dévoilement des choses cachées (Kashf al-maḥjûb) : recherches de philosophie ismaélienne, Lagrasse, Verdier, 1988 (1re éd. 1949), 139 p. (ISBN 2-864-32078-9)

#### En anglais
- (en) Ibn Nadîm, Kitâb al-fihrist , traduit et annoté par B. Dodge dans The Fihrist of al-Nâdim, New York, Columbia University Press, 1970, 1149 p.
- (en) Nâsir-i Khusraw, Shish Fasl, édité et trad. par Vladimir Ivanov dans Six Chapters or Shish Fasl also called Rawsharra'i-nama, Leyde, E.J. Brill, 1949. [lire en ligne (page consultée le 4 octobre 2020)]
- (en) Nâsir-i Khusraw, Wajh-i dîn (The Face of Religion), ed. with introduction and notes by Gholam-Reza Aavani ; English introduction by Seyyed Hossein Nasr, Téhéran, Imperial Iranien Academy of Philosophy, 1977.